# Meurtre de Giuseppe Di Matteo
Le meurtre de Giuseppe Di Matteo désigne l'assassinat par des membres de la mafia de Giuseppe Di Matteo né à Palerme le 19 janvier 1981 et mort assassiné à San Giuseppe Jato le 11 janvier 1996. Alors âgé de 12 ans, il est capturé en 1993 de manière à faire taire son père Santino Di Matteo (it), mafieux repenti collaborant avec la justice italienne. Détenu durant trois ans, Giuseppe Di Matteo est finalement assassiné en 1996 ; son corps dissout dans de l'acide nitrique n'a de ce fait jamais été retrouvé.

## Rapt et assassinat
Giuseppe Di Matteo est kidnappé dans l'après-midi du 23 novembre 1993, alors qu'il se trouve dans un manège de Piana degli Albanesi, par un groupe de gangsters agissant sous les ordres de Giovanni Brusca. Selon les dépositions de Gaspare Spatuzza — qui a pris part à l'enlèvement — les ravisseurs se sont déguisés en policiers de la Direzione Investigativa Antimafia (it). Giuseppe Di Matteo est alors facilement trompé : il imaginait pouvoir voir son père qui à cette époque était sous protection judiciaire loin de la Sicile. Ainsi Spatuzza précise :
« Agli occhi del bambino siamo apparsi degli angeli, ma in realtà eravamo dei lupi. (...) Lui era felice, diceva 'Papà mio, amore mio'. Il piccolo fu legato e lasciato nel cassone di un furgoncino Fiat Fiorino, prima di essere consegnato ai suoi carcerieri. »
— Gaspare Spatuzza, (it) « Omicidio Di Matteo Spatuzza, chiedo perdono », sur ansa.it.

« Aux yeux de l'enfant nous sommes apparus comme des anges, mais en réalité nous étions des loups. [...] Il était heureux, disait mon père, mon amour. L'enfant a été ligoté et laissé dans le coffre d'une fourgonnette Fiat Fiorino, avant d'être remis à ses geôliers. »
— (it) « Omicidio Di Matteo Spatuzza, chiedo perdono », sur ansa.it.
La famille recherche alors l'enfant et en particulier dans les hôpitaux de la région. Le 1er décembre 1993, un message parvient à la famille sur lequel est écrit « Tappaci la bocca » (« Fermez-la ») ainsi que deux photos de l'enfant tenant un journal du 29 novembre 1993. Le but du rapt est de faire taire Santino Di Matteo et de le pousser à rétracter ses révélations au sujet de l’attentat de Capaci (l'attentat durant lequel Giovanni Falcone et Francesca Morvillo sont tués).
Les conditions de détention de l'enfant sont particulièrement difficiles : par exemple l'un de ses geôliers (devenu par la suite l'un des chefs de Cosa nostra), Matteo Messina Denaro, l'attache, le bâillonne et le maintient « suspendu à un crochet de boucherie des journées entières ».
Santino Di Matteo, bien qu'affolé par le sort de son fils, ne cède pas au chantage. Plusieurs opérations de libération sont conduites mais sans succès. Lorsque Giovanni Brusca est condamné à perpétuité pour le meurtre d'Ignazio Salvo, il donne l'ordre de l'assassinat de l'enfant. Giuseppe Di Matteo est alors considérablement affaibli. Il est assassiné par étranglement et son corps est dissous dans l'acide le 11 janvier 1996, après 779 jours de captivité.